# 千年 (鹿児島市)
千年（せんねん）は、鹿児島県鹿児島市の町丁。郵便番号は890-0001。人口は2,734人、世帯数は1,400世帯（2020年4月1日現在）。千年一丁目及び千年二丁目が設置されており、千年一丁目及び千年二丁目の全域で住居表示を実施している。
株式会社上野城によって千年団地（せんねんだんち）として造成された住宅団地である。

## 地理
鹿児島市の北部に位置している。全域が台地上に造成された新興住宅地である。町域の南部に西伊敷、東部に伊敷、北部に花野光ヶ丘が接している。
前述の地域とともに一体となった住宅地を形成している。また、該当区域内には公立小中学校が所在せず、周辺の花野光ヶ丘の鹿児島市立花野小学校、伊敷台に所在する鹿児島市立伊敷台中学校が校区となる。

## 歴史
1971年（昭和46年）に鹿児島市田上町に本社を置く株式会社上野城によって43.3ヘクタールの区域において造成が開始された。
1977年（昭和52年）7月11日に伊敷団地地区（伊敷団地周辺地区）において住居表示が実施されることとなった。これに伴い、7月6日に鹿児島県公報に掲載された「町の区域の設定」（鹿児島県告示）により町域の再編が実施されることとなり千年団地の区域にあたる伊敷町の区域より「千年一丁目」、「千年二丁目」が設置された。

### 町名の変遷
| 実施後             | 実施年             | 実施前         |
| ------------------ | ------------------ | -------------- |
| 千年一丁目（新設） | 1977年（昭和52年） | 伊敷町（一部） |
| 千年二丁目（新設） | 1977年（昭和52年） | 伊敷町（一部） |

## 人口

### 丁目別
|            | 世帯数 | 人口  |
| ---------- | ------ | ----- |
| 千年一丁目 | 801    | 1,497 |
| 千年二丁目 | 599    | 1,237 |

### 国勢調査
以下の表は国勢調査による小地域集計が開始された1995年以降の人口の推移である。
| 年                 | 人口  |
| ------------------ | ----- |
| 1995年（平成7年）  | 3,038 |
| 2000年（平成12年） | 2,882 |
| 2005年（平成17年） | 2,754 |
| 2010年（平成22年） | 2,649 |
| 2015年（平成27年） | 2,622 |

## 施設

### 教育
- 千年幼稚園[18]

### 郵便局
- 千年団地簡易郵便局[19]

## 小・中学校の学区
市立小・中学校に通う場合、学区（校区）は以下の通りとなる。
| 町丁       | 番・番地 | 小学校               | 中学校                 |
| ---------- | -------- | -------------------- | ---------------------- |
| 千年一丁目 | 全域     | 鹿児島市立花野小学校 | 鹿児島市立伊敷台中学校 |
| 千年二丁目 | 全域     | 鹿児島市立花野小学校 | 鹿児島市立伊敷台中学校 |